# 建设街道 (商丘市)
建设街道，是中华人民共和国河南省商丘市梁园区下辖的一个乡镇级行政单位。

## 行政区划
建设街道下辖以下地区：
曹庄社区、新建社区、陇海社区、郭刘社区、铁十局二公司社区、凯北社区、袁庄村、张柿园村、董井村、徐堂村、肖庄村、田庄村、王寨村和邢庄村。